# Apology
Apology è un film per la televisione del 1986 diretto da Robert Bierman. Il film è stato intitolato anche con il titolo di Apology for Murder, ma non è mai stato trasmesso in Italia.

## Trama
A New York, la scultrice d'avanguardia Lily McGuire vive in una vita difficile per occuparsi del suo lavoro e di sua figlia, ma anche del suo debutto con le sue ultime opere d'arte conosciute come Apology, fino a quando non riceve delle telefonate anonime. Lily sospetta di qualcuno che si scoprirà di essere un serial killer.